# Tere Recarens
Tere Recarens   (Arbúcies, 1967) és una artisvista catalana que viu a Berlín i exposa a nombroses galeries i institucions internacionals.

## Biografia
El seu treball es fa al llarg d'un camí exploratori. Comença submergint-se en cultures i llengües que li són desconegudes, abans de tornar a la comunitat una peça d'art efímera que convida l'espectador a formar-ne part. La diversió, l'enuig i altres manifestacions emocionals son essencials en les seves propostes.
Inclou des de la pràctica del dibuix diari o dibuixos inimaginables fins a la realització d'accions físiques, que suposen reptes i exercicis d'integració amb cada lloc i amb la llengua. Les trobades que tenen lloc durant cada projecte afecten el seu treball i es van modificant per difuminar la vida i l'art. A l'obre efímera Terremoto, el públic ha de caminar amb compte perquè no caiguin els vidres que l'envolta i l'espai es modifiqui. Sense el visitant, l'obra no és completa.
L'acció en grup "El riu segueix el seu curs" estenent-se en el temps mentre caminava amb Kurds, Turcs i Europeus, artistes, músics, crítics, gràfics, cineastes, caçadors, més la gent que s'anava unint, al llarg de dos rius amenaçats per la construcció de diverses preses al Kurdistan turc.
Del dibuix a la narració: una de les seves darreres peces és una catifa de cartró que convida totes les presents a reunir-se, Baharestan carpet, una catifa iraniana i està destinada a exhibir-se mostrant les diverses etapes de desenvolupament.

## Obres
El 1996, va col·locar la seva càmera al pati d'un edifici i va baixar totes les escales en 15 segons, el temps que va trigar la càmera per fer la foto en posició automàtica, donant com a resultat el treball J'ai réussi. L’any 1996, el Centre d'Art La Capella de Barcelona presenta l'exposició Terremoto. Es convidava el visitant a caminar per la sala desplaçant-se entre prestatgeries metàl·liques que presentaven diferents col·leccions de gerres, gots, plats, fonts, recipients i bols, destruïts pel moviment de l'espectador sobre un terra inestable en una expressió de llibertat 5. L'experiència novaiorquesa de Tere Recarens la va animar a produir Ethereal el 1999 a Hal, Antwerpen 4.
El 2008 Tere Recarens anirà a Mali, per descobrir el significat de la paraula «Tere» en bambara, intercanviarà trossos de tela tallats dels habitants de Bamako per confeccionar roba, que després seran canviades per teles usades que els pertanyen. Tere Recarens després va acoblar aquestes teles 6. Entre el 2009 i el 2010, Tere Recarens va produir l'obra “El riu segueix el seu curs”, acompanyada de la cineasta Özay Sahin, va organitzar dos viatges de trekking a Turquia 7. L'acompanya un cavall anomenat "Amigo" i una carreta sobre la qual penja una casa que serveix de estendard per explicar la seva acció. Es tracta de recórrer els rius Pülümur i Munzur per protestar contra les centrals hidroelèctriques que Turquia amenaça de construir a la regió kurda on habiten els alevis 8 .
Baharestan Carpet el 2017-2023 és una catifa de cartró. Baharestan, es pot traduir com a «lloc de la primavera», i és també el nom més utilitzat a Tehran per designar la llegendària catifa que adornava el palau de Ctesifonte 4. El seu disseny representa un jardí dividit en quatre parts al voltant de quatre temes: la literatura persa, la mitologia, la història política de l'Iran i el lloc de la dona.